# Università Jiao Tong di Shanghai
L'Università Jiao Tong di Shanghai (cinese semplificato: 上海交通大学; cinese tradizionale: 上海交通大學; Hanyu Pinyin: Shànghǎi Jiāotōng Dàxué; abbreviato Jiao Da (交大) o SJTU), è una delle più vecchie e più influenti università della Cina.
L'istituzione è gestita congiuntamente dal Ministero dell'Educazione e dal Governo di Shanghai.

## Storia e organizzazione

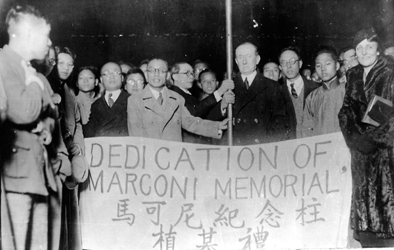
Guglielmo Marconi accolto all'Università Jiao Tong nel 1933.

Formata da 33 dipartimenti, impiega oltre 1900 professori ordinari e professori associati. Il corpo docente della SJTU comprende 3.512 insegnanti a tempo pieno (di cui 1.157 professori), 27 membri dell'Accademia cinese delle scienze e 25 membri dell'Accademia cinese di ingegneria. 
Sono iscritti attualmente più di 42 000 studenti di cui 2837(6.8%) sono internazionali. La SJTU offre 71 programmi di laurea che coprono 9 discipline principali: economia, legge, letteratura, scienze, ingegneria, agricoltura, medicina e arte.
In 126 anni di storia, la SJTU ha formato più di 400.000 talenti per il Paese e per il mondo, tra cui Jiang Zemin, Segretario generale del Partito Comunista Cinese dal 1989 al 2002 e Presidente della Repubblica Popolare Cinese dal 1993 al 2003, e Tsien Hsue-shen, il "padre della scienza spaziale" cinese. Altri famosi laureati della SJTU sono Wu Wenjun, grande maestro di matematica e vincitore del primo Premio Nazionale Supremo per la Scienza e la Tecnologia, e Wang Zhenyi, vincitore del Premio Kettering per la ricerca sul cancro. 
L'istituzione è parte della Lega C9, un'associazione che riunisce le nove più prestigiose università cinesi.
L'Università, nell'anno 2023, si posiziona al 46º posto su scala globale secondo l'Academic Ranking of World Universities e al 4º posto nel Best Chinese Universities Ranking.